# Römisch-katholische Kirche auf den Philippinen
Die römisch-katholische Kirche auf den Philippinen ist Teil der weltweiten römisch-katholischen Kirche. 

## Organisation
Im Jahr 2010 waren 80,9 % der Philippiner Katholiken. Das größte Bistum, das Erzbistum Cebu, zählte um 2009 3.939.000 Katholiken. Ihm folgen das Erzbistum San Fernando mit damals 3.244.000 und das Erzbistum Manila mit damals 3.173.000 Katholiken. Die römisch-katholische Kirche auf den Philippinen ist in 16 Erzbistümer und 62 dazugehörende Suffraganbistümer sowie sieben Apostolische Vikariate gegliedert.
Vorsitzender der Katholischen Bischofskonferenz der Philippinen (CBCP) ist seit Juli 2021 Pablo Virgilio Kardinal Siongco David, Bischof von Kalookan.
Papst Johannes Paul II. besuchte 1981 und 1995 die Philippinen. Der Heilige Stuhl wird auf den Philippinen durch einen Apostolischen Nuntius vertreten. Seit 28. September 2020 ist dies Erzbischof Charles Brown.

## Bistümer auf den Philippinen
- Erzbistum Caceres
  - Bistum Daet
  - Bistum Legazpi
  - Bistum Masbate
  - Bistum Sorsogon
  - Bistum Virac
  - Bistum Libmanan
- Erzbistum Cagayan de Oro
  - Bistum Butuan
  - Bistum Malaybalay
  - Bistum Prosperidad
  - Bistum Surigao
  - Bistum Tandag
- Erzbistum Capiz
  - Bistum Kalibo
  - Bistum Romblon
- Erzbistum Cebu
  - Bistum Dumaguete
  - Bistum Maasin
  - Bistum Tagbilaran
  - Bistum Talibon
- Erzbistum Cotabato
  - Bistum Kidapawan
  - Bistum Marbel
- Erzbistum Davao
  - Bistum Digos
  - Bistum Mati
  - Bistum Tagum
- Erzbistum Jaro
  - Bistum Bacolod
  - Bistum Kabankalan
  - Bistum San Carlos
  - Bistum San Jose de Antique
- Erzbistum Lingayen-Dagupan
  - Bistum Alaminos
  - Bistum Cabanatuan
  - Bistum San Fernando de La Union
  - Bistum San Jose
  - Bistum Urdaneta
- Erzbistum Lipa
  - Bistum Boac
  - Bistum Gumaca
  - Territorialprälatur Infanta
  - Bistum Lucena
- Erzbistum Manila
  - Bistum Antipolo
  - Bistum Cubao
  - Bistum Imus
  - Bistum Kalookan
  - Bistum Malolos
  - Bistum Novaliches
  - Bistum Parañaque
  - Bistum Pasig
  - Bistum San Pablo
- Erzbistum Nueva Segovia
  - Bistum Baguio
  - Bistum Laoag
- Erzbistum Ozamis
  - Bistum Dipolog
  - Bistum Iligan
  - Territorialprälatur Marawi
  - Bistum Pagadian
- Erzbistum Palo
  - Bistum Borongan
  - Bistum Calbayog
  - Bistum Catarman
  - Bistum Naval
- Erzbistum San Fernando
  - Bistum Balanga
  - Bistum Iba
  - Bistum Tarlac
- Erzbistum Tuguegarao
  - Territorialprälatur Batanes
  - Bistum Bayombong
  - Bistum Ilagan
- Erzbistum Zamboanga
  - Bistum Ipil
  - Territorialprälatur Isabela
- Immediat
  - Apostolisches Vikariat Bontoc-Lagawe
  - Apostolisches Vikariat Calapan
  - Apostolisches Vikariat Jolo
  - Apostolisches Vikariat Puerto Princesa
  - Apostolisches Vikariat San Jose in Mindoro
  - Apostolisches Vikariat Tabuk
  - Apostolisches Vikariat Taytay
  - Philippinisches Militärordinariat

## Bedeutende Kirchen
- Cathedral-Basilica of the Immaculate Conception
- Basílica de San Sebastián in Manila
- Basilica of the Black Nazarene